# La Petite Lune
La Petite Lune est un hebdomadaire satirique anticlérical fondé et dessiné par André Gill, qui a paru de 1878 à 1879.

## Galerie

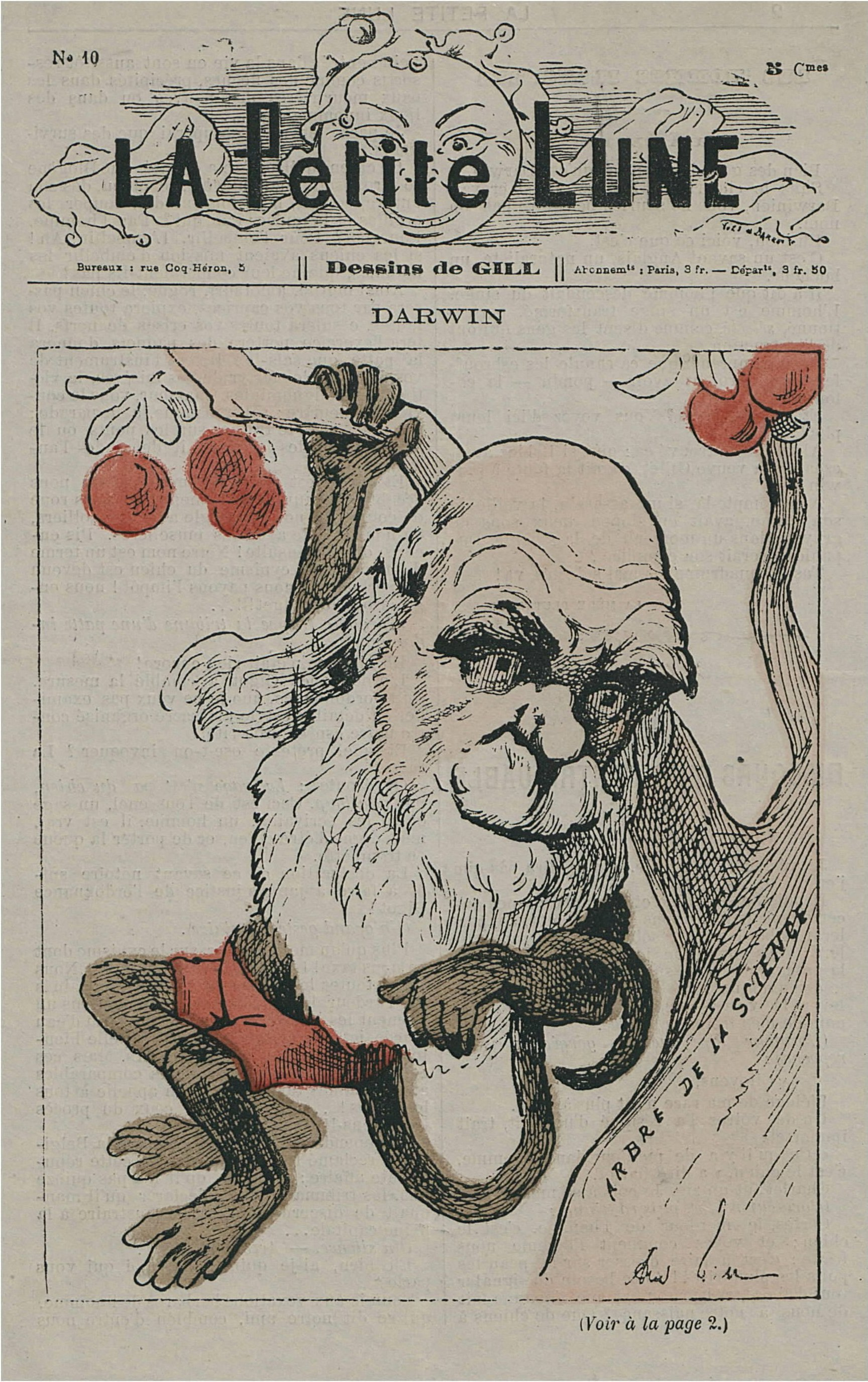
Charles Darwin[2].
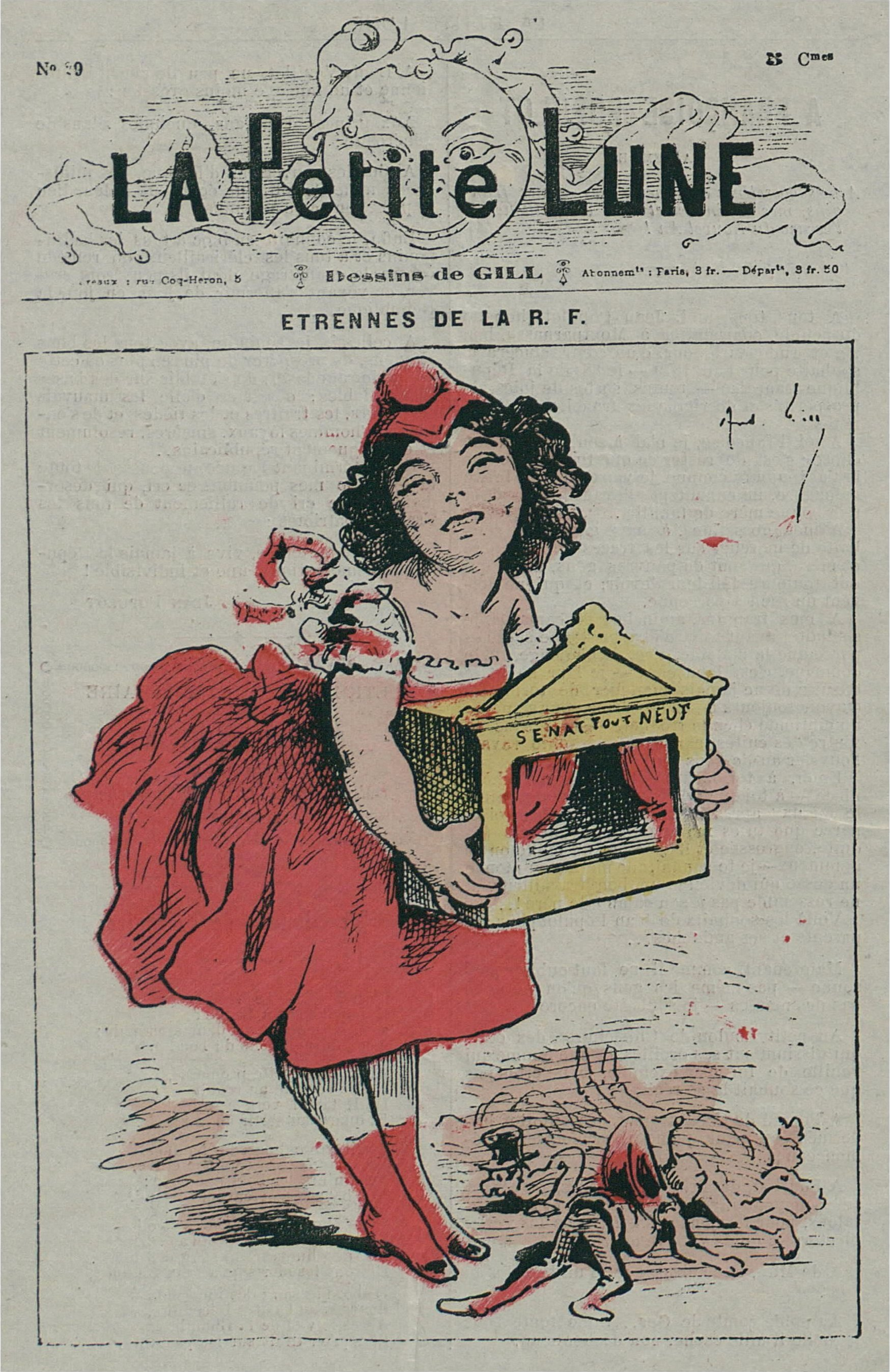
Marianne.
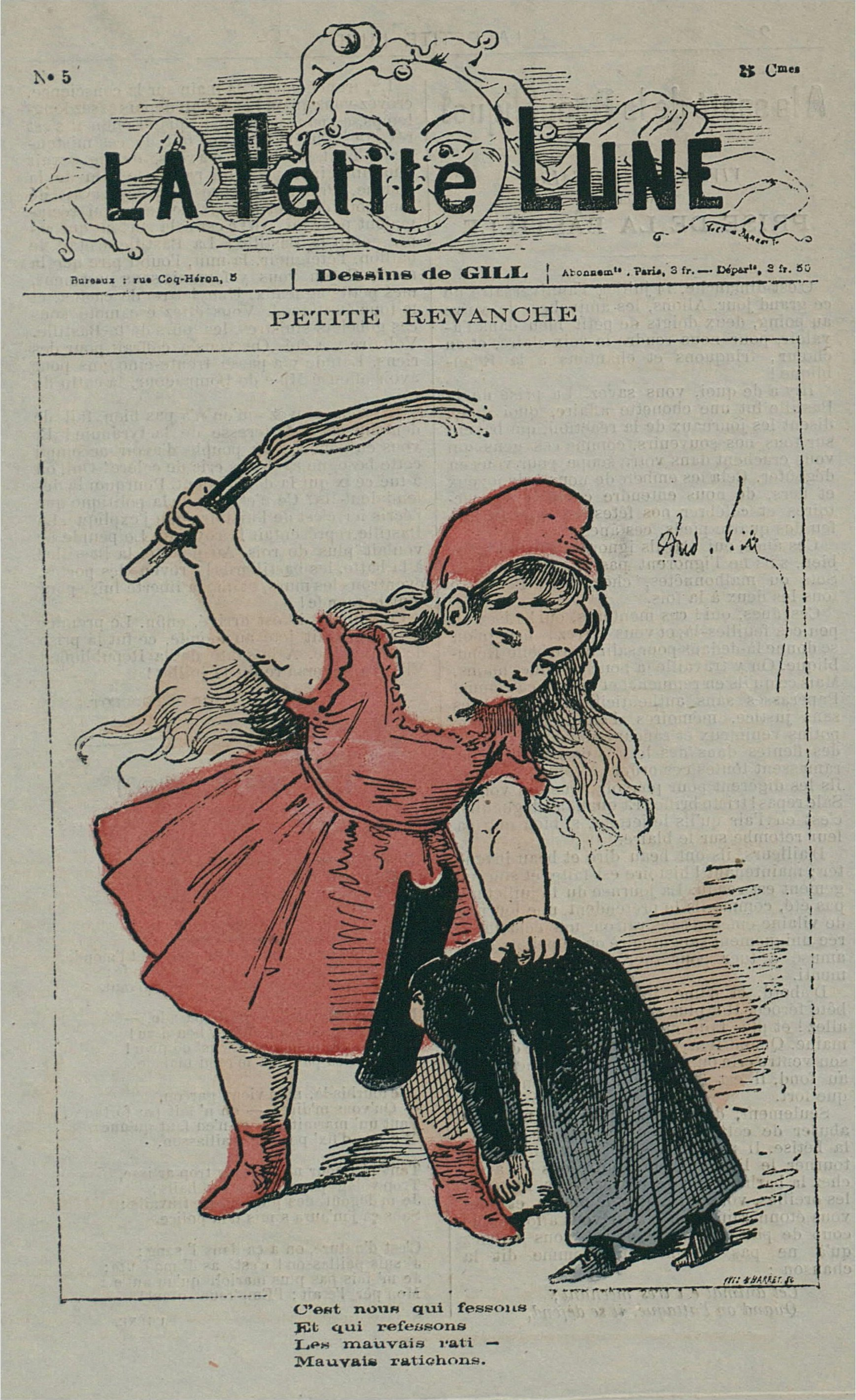
Anticléricalisme.
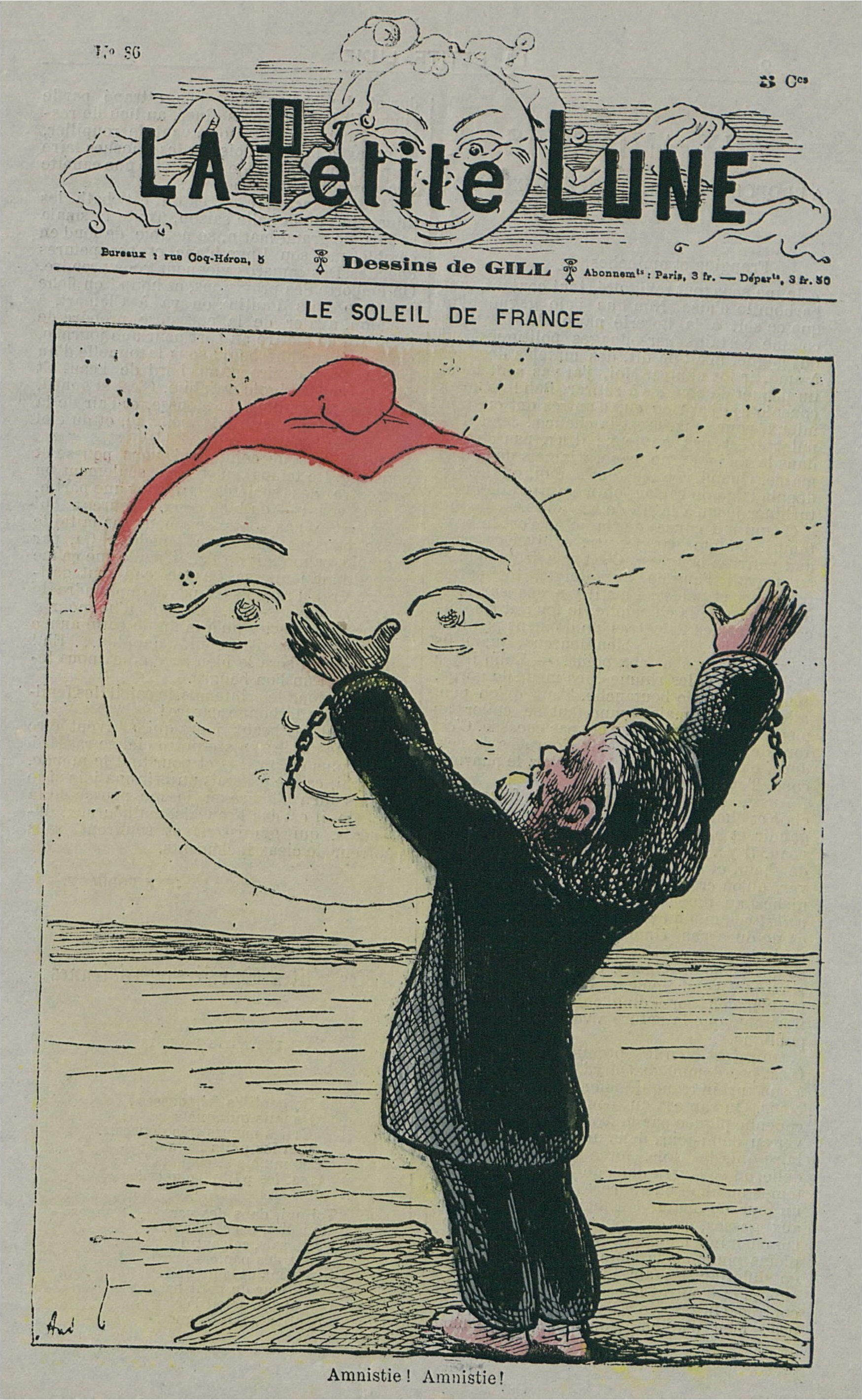
Allégorie de l'amnistie des Communards.
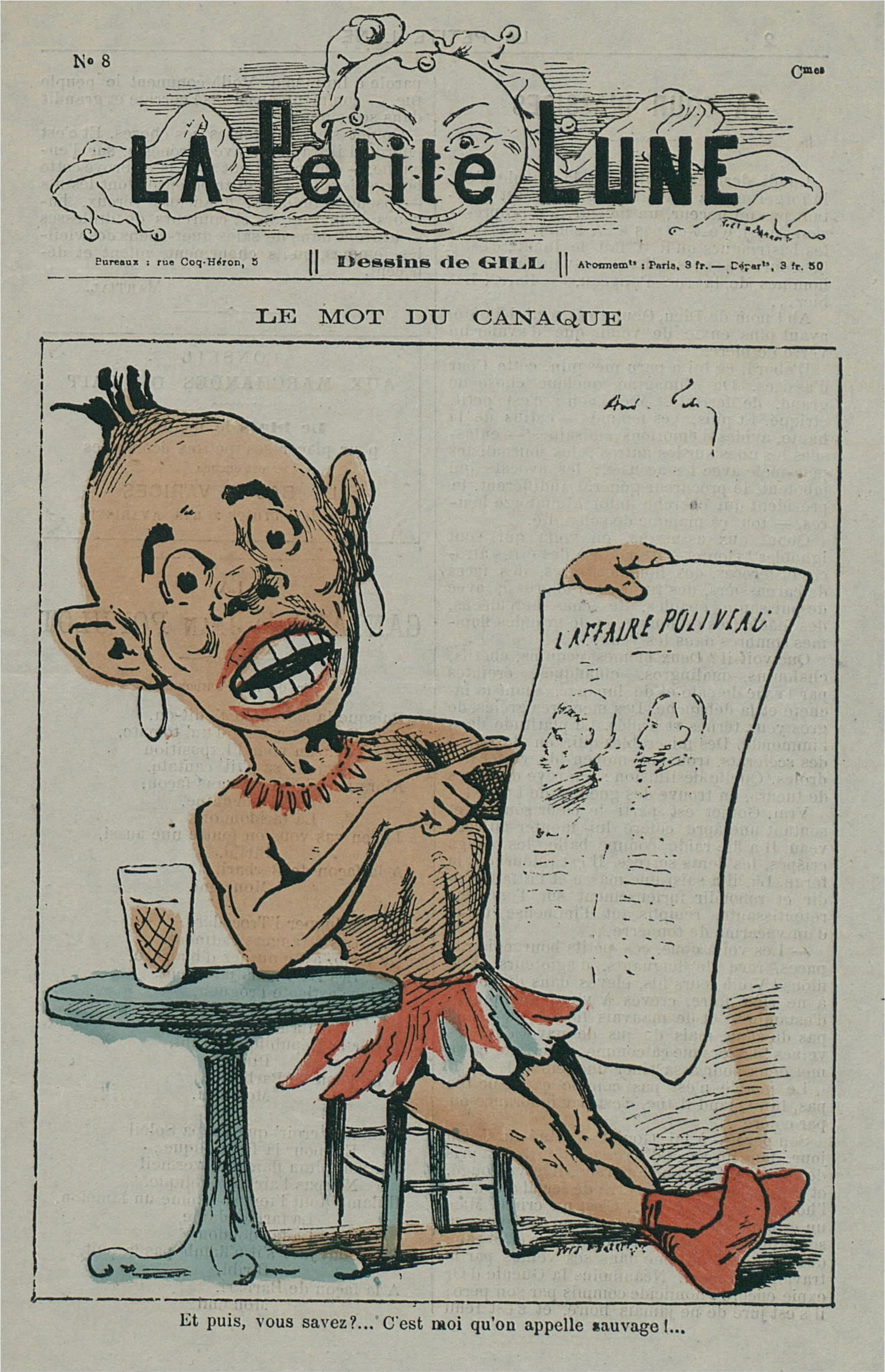
L'affaire de la rue Poliveau[3].
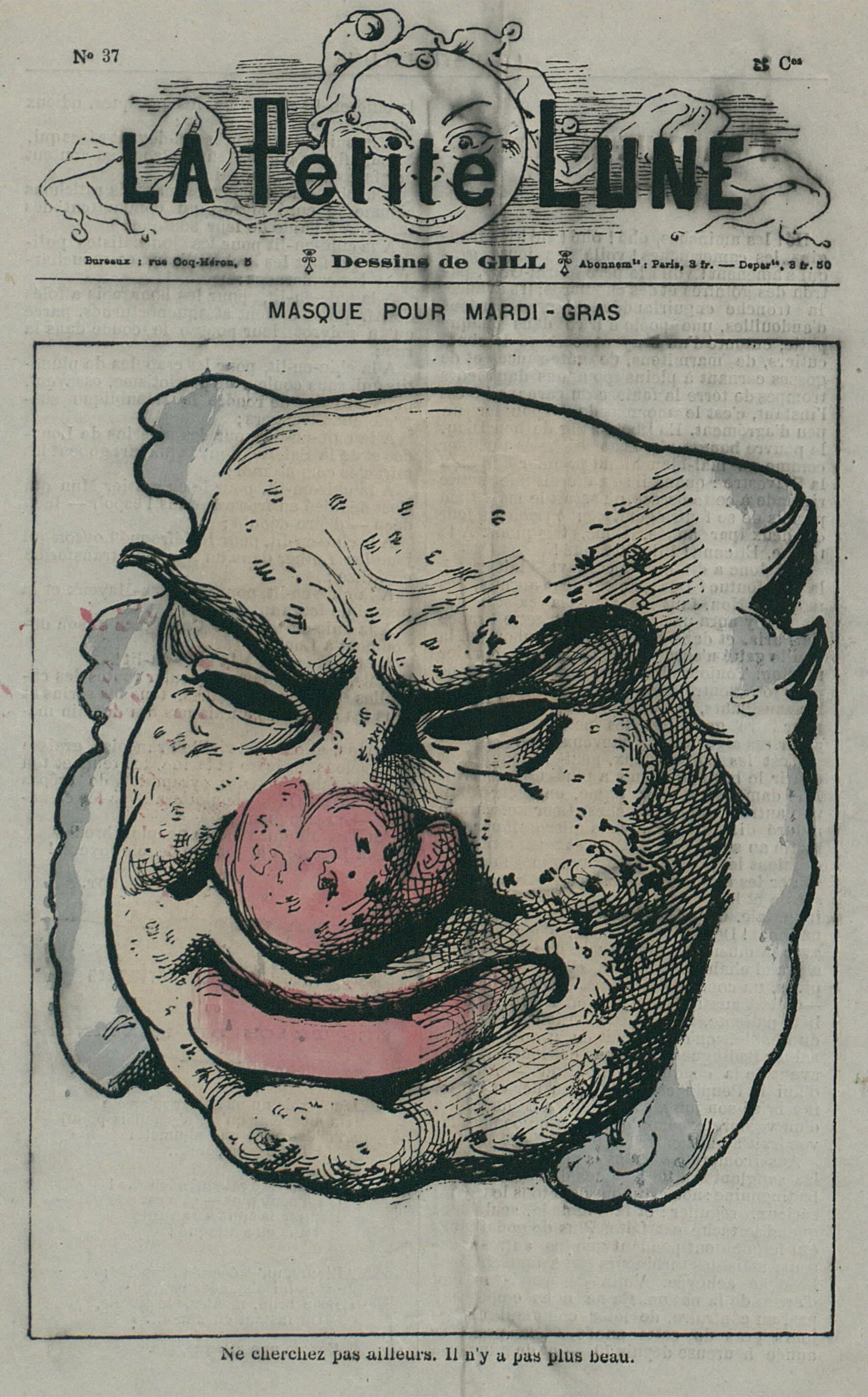
Louis Veuillot.